# Dieter Egli
Dieter Egli (* 9. Mai 1970, heimatberechtigt in Zürich und Brütten ZH) ist ein Schweizer Politiker (SP) und Regierungsrat des Kantons Aargau.

## Ausbildung und Beruf
Dieter Egli schloss die Alte Kantonsschule Aarau mit der Matura Typus B ab. Danach studierte er in Zürich, Basel und Freiburg (D) Soziologie mit den Nebenfächern Kunstgeschichte und Betriebswirtschaft. Ab 2002 arbeitete er als Projektleiter PR und Nachhaltigkeit bei Coop und ab 2008 als Projektleiter Kommunikation bei der Krankenversicherung Sympany in Basel. Ab 2015 war er Kommunikationsberater bei der Agentur Weissgrund in Zürich und anschliessend von 2017 bis 2020 Kommunikationsleiter und Mediensprecher der Gewerkschaft Syna.

## Politische Laufbahn
Egli war von 1994 bis 2002 Mitglied der Finanz- und Geschäftsprüfungskommission und seit 1996 Mitglied des Einwohnerrats in Windisch. Von 2002 bis 2020 war er Mitglied des Grossen Rats, ab 2008 zudem Co-Präsident der SP-Grossratsfraktion des Kantons Aargau. Er präsidierte von 2005 bis 2009 die Kommission für öffentliche Sicherheit und von 2013 bis 2016 die Kommission für Volkswirtschaft und Abgaben. Bei den kantonalen Regierungsratswahlen im Jahr 2020 wurde Egli als Nachfolger von Urs Hofmann in den Regierungsrat gewählt. Am 20. Oktober 2024 wurde er im ersten Wahlgang bestätigt. Seit dem 1. Januar 2021 steht er dem Departement Volkswirtschaft und Inneres vor.